# Nagyvejke
Nagyvejke è un comune dell'Ungheria centro-meridionale di 188 abitanti (dati 2005). È situato nella contea di Tolna.